# 新章文子
新章 文子（しんしょう ふみこ、1922年1月6日 -2015年10月14日）は、日本の小説家。

## 人物・来歴
京都府生まれ。本名・中島光子。京都府立第一高等女学校卒業。1939年、宝塚音楽舞踊学校（現・宝塚音楽学校）に入学して、1941年に「京千鈴」の芸名で宝塚歌劇団に入団して初舞台を踏む。宝塚歌劇団29期生。同期生に淡島千景、久慈あさみ、南悠子らがいる。
1944年に宝塚歌劇団を退団して京都市役所に勤務する。1948年、本名名義で童話集『子りすちゃんとあかいてぶくろ』を刊行する。1959年『危険な関係』で第5回江戸川乱歩賞を受賞し、第42回直木三十五賞候補に挙がる。なお同作は初めて直木賞候補となった江戸川乱歩賞受賞作である。以後作家生活に入り、一時は占いの本などを出した。
老衰のため93歳で死去。

## 著書

### 中島光子名義
- こりすちゃんとあかいてぶくろ 中島光子 著,藤井千秋 絵 大翠書院 1948
- 面白童話 : おもしろくてためになる 一二年生 中島光子 著 聖光社 1951
- フォスター : 民衆の音楽家 中島光子 著,古賀亜十夫 絵 ポプラ社 1953 (偉人伝文庫)

### 新章文子名義
- 『危険な関係』講談社 1959 のち文庫
- 『バック・ミラー』桃源社 1960
- 『朝はもう来ない』講談社 1961
- 『こわい女』桃源社 1961
- 『青子の周囲』東都書房 1961
- 『沈黙の家 性倒錯殺人事件』新潮社（ポケット・ライブラリ）1962
- 『嫉ける』講談社（ロマン・ブックス）1962
- 『女の顔』文藝春秋新社（ポケット文春）1962 のち講談社文庫
- 『狂った海』東方社 1964
- 『四柱推命入門 生年月日時が証すあなたの運命』青春出版社（プレイブックス）1971
- 『新章文子の推理占い』東都書房 1972
- 『パリの罠』毎日新聞社（マイニチミステリーブックス）1972